# Калашник, Сергей Викторович
Сергей Викторович Калашник (род. 31 марта 1978 года, город Кострома, Костромская область) — российский политик, представитель от законодательного органа государственной власти Костромской области в Совете Федерации России (2020—2025), член Комитета Совета Федерации по экономической политике.
Из-за поддержки нарушения территориальной целостности Украины во время российско-украинской войны находится под персональными международными санкциями Евросоюза, США, Великобритании и ряда других стран.

## Биография
Член Совета Федерации Сергей Викторович Калашник родился в Костроме, Костромской области, 31 марта 1978 года.
В 2000 году завершил обучение и получил диплом с отличием Костромского государственного технологического университета, приобрёл специальность «Экономист-менеджер, управление на предприятии».
В 2000 году начал работать в ОАО "Костромской завод «Мотордеталь» начальником производственно-диспетчерского бюро в цехе механической обработки, позже был назначен руководителем группы в управлении маркетинга, затем переведён на должность начальника управления маркетинга и сбыта, а также работал в должности директора по продажам.
В 2003 году проходил обучение по Президентской программе повышения квалификации управленческих кадров.
С 2007 по 2010 годы трудился в должности генерального директора ООО "Торгово-финансовой компанией «Мотордеталь — Кострома».
В 2010 году ему было доверено возглавить ЗАО «Костромской завод автокомпонентов» — управляющую компанию международного холдинга «Мотордеталь». Предприятие является крупнейшим производителем деталей для двигателей грузовой, легковой, сельскохозяйственной и спецтехники. Здесь трудятся более 2700 высококвалифицированных рабочих и специалистов.
В 2011 году впервые избирается депутатом Костромской областной Думы, а в 2015 году переизбран в Костромскую областную Думу шестого созыва. Работал на постоянной основе председателем комитета по экономической, промышленной политике и предпринимательству.
На выборах депутатов Костромской областной Думы седьмого созыва в Единый день голосования 13 сентября 2020 года вновь был поддержан избирателями. На первом заседании Костромской областной Думы VII созыва, 5 октября 2020 года, делегирован от законодательного органа власти Костромской области в Совет Федерации. Стал членом Комитета СФ по экономической политике. Срок полномочий определён до сентября 2025 года.
Женат. Воспитывает двоих детей.

## Награды
- Благодарность Председателя Совета Федерации,
- Благодарность Губернатора Костромской области,
- Благодарность Председателя Костромской областной Думы,
- Благодарность Главы города Костромы.